# قلعه محمدخان دشتی
قلعه محمدخان دشتی مربوط به دوره قاجار است و در روستای دهرود سفلی بخش ارم شهرستان دشتستان، واقع شده و این اثر در تاریخ ۱۰ مهر ۱۳۸۰ با شمارهٔ ثبت ۴۰۴۰ به‌عنوان یکی از آثار ملی ایران به ثبت رسیده است.